# Pivot (Geschütz)

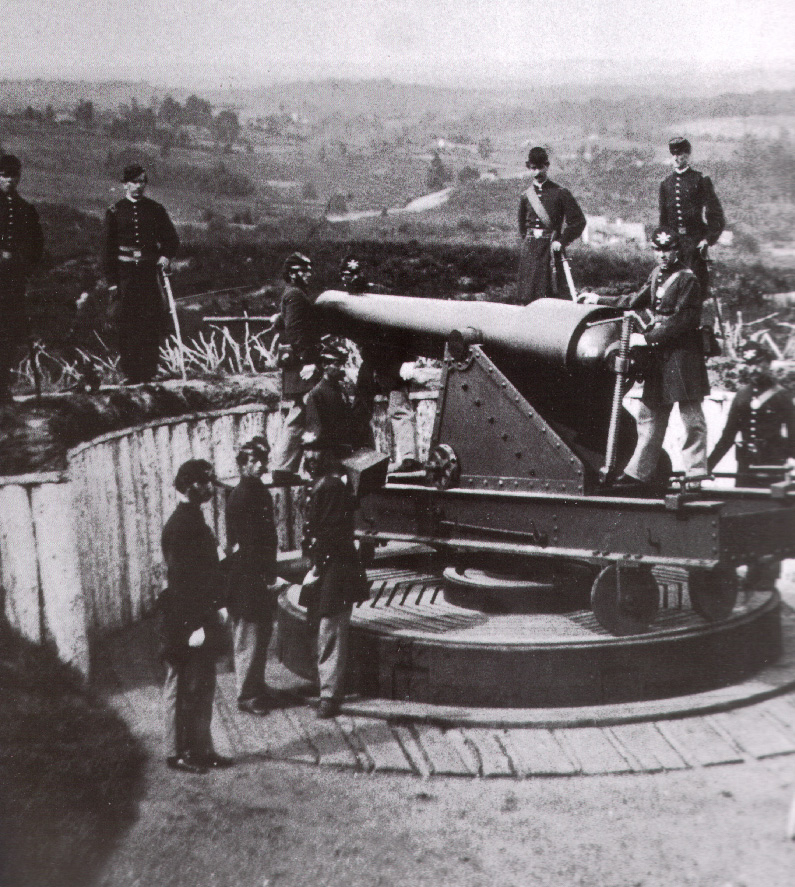
Vorderlader der US Army als Mittelpivotgeschütz (etwa 1865)

Pivot [piˈvoː] bezeichnet bei der Artillerie den Teil einer Geschützlafette, mit dem diese um eine Achse seitlich gedreht werden kann.
Die bis zum 19. Jahrhundert verwendeten, ortsfesten Geschütze in Festungen waren im Seitenrichtbereich für gewöhnlich uneffektiv, da die bis dahin verwendeten Blocklafetten dafür nicht eingerichtet waren. Die Seitenrichtung konnte nur sehr ungenau durch Herumheben der gesamten Lafette erfolgen. Um hier Abhilfe zu schaffen, verringerte man die Anzahl der Auflagepunkte der Lafette von vier auf drei, indem man sie im vorderen Bereich des Rohres auf einen senkrechten Bolzen, den sogenannten Pivotbolzen, als Drehpunkt aufsetzte und hinten im Bereich des Verschlusses bzw. Geschützbodens unter der Lafette zwei querlaufende Räder anbrachte. Der Bolzen konnte als Haken unter der Schießscharte an der Mauer angebracht oder mit Hilfe eines der Verstärkung dienenden Bocks oder Gestells im Boden verankert sein, dann wurde dieses Drehgestell in seiner Gesamtheit Pivot genannt.
Durch die beiden Querräder konnte nunmehr ohne größere Anstrengung ein Seitenrichtbereich erzielt werden, der vorher nicht möglich gewesen war. Bei kasemattierten  Geschützen je nach Beschaffenheit der Schießscharte bis zu 45° nach jeder Seite und bei in offener Bettung aufgestellten Geschützen je nach Beschaffenheit der Barbette (Geschützbank) bis zu 90° nach jeder Seite.
Daneben existierten noch Mittelpivotlafetten, hier befand sich der Pivotbolzen zentral unter der Mitte der Geschützplattform, diese drehte sich somit in ihrer Gesamtheit um den Pivotbolzen. Dies war aber nur bei Geschützen möglich, die frei auf den Wällen standen, d. h. nicht in Kasematten untergebracht waren, da sich die Rohrmündung mit dem gesamten Geschütz in einer Kreisbewegung befand. 